# Rindal SG
| SG ist das Kürzel für den Kanton St. Gallen in der Schweiz. Es wird verwendet, um Verwechslungen mit anderen Einträgen des Namens Rindal zu vermeiden. |

Rindal ist ein Tal zwischen Lütisburg und Flawil am Rindalbach mit den Ortschaften Oberrindal und Unterrindal im Untertoggenburg im Kanton St. Gallen in der Schweiz. Während Unterrindal ein Teil der politischen Gemeinde Lütisburg (Wahlkreis Toggenburg) ist, gehört Oberrindal zu drei verschiedenen Gemeinden. Die Flawilerstrasse bildet die Gemeindegrenze zwischen Lütisburg und Jonschwil/Oberuzwil (Wahlkreis Wil). Das Zentrum Oberrindals wird von der einheimischen Bevölkerung „Dorf“ genannt.
Unabhängig von der Gemeinde ist die Postleitzahl der beiden Ortschaften 9604.

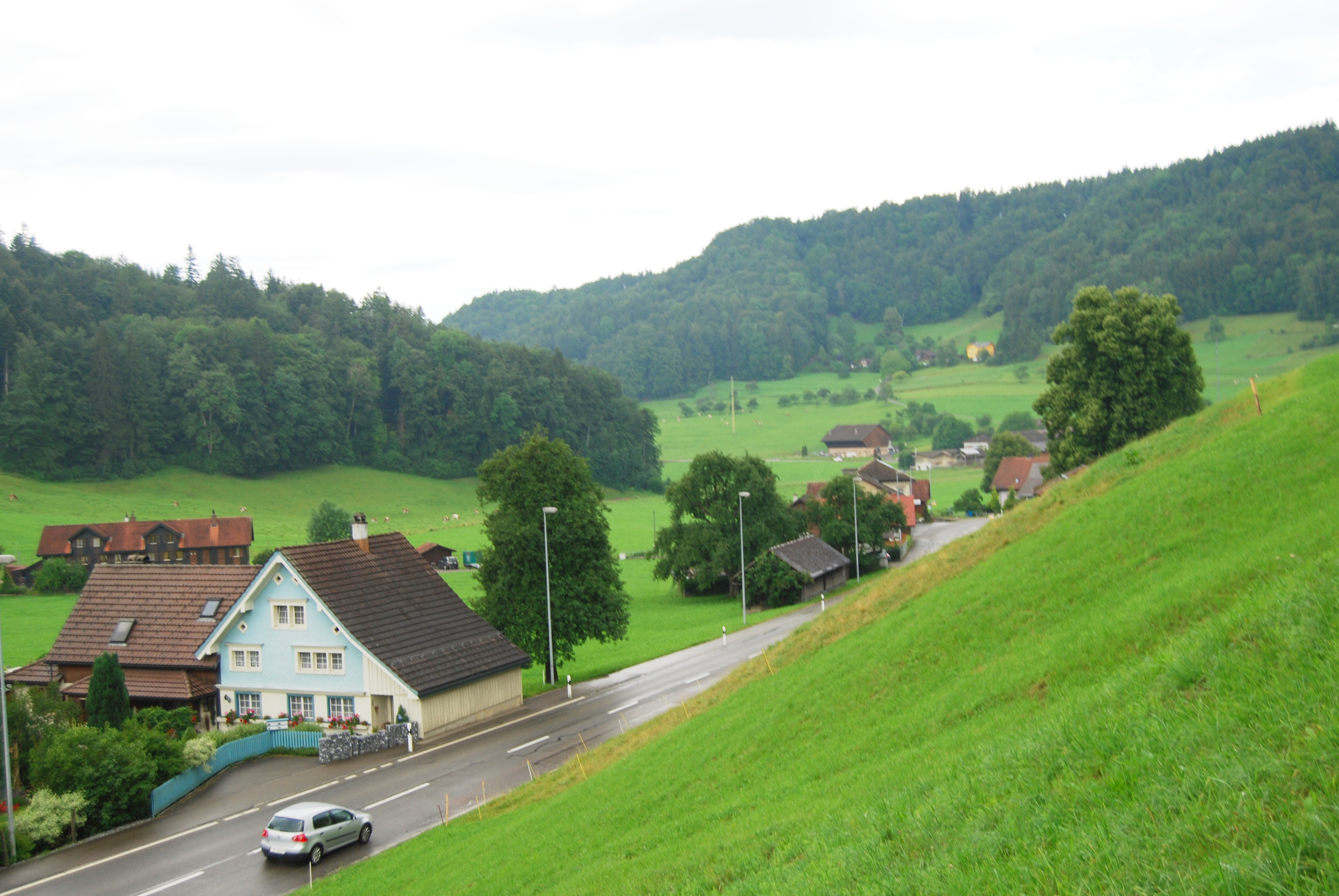
Oberrindal

Rindal wurde 849 als Runtal urkundlich erwähnt. Nach dem Brand des Schulhauses wurde 1957 ein Neubau eingeweiht.  Heute werden die Rindaler Kinder in Lütisburg beschult.
Die Kapelle Maria-Trost in Oberrindal wurde in den Jahren 1901/02 im Stil der Neurenaissance erbaut.
Seit der Aufhebung der Kapellgenossenschaft Oberrindal im Jahr 2008 gehört das auf dem Gebiet der politischen Gemeinde Oberuzwil liegende Gotteshaus zur Kirchgemeinde Lütisburg.
In Oberrindal gab es früher einen Kapellchor, einen Männerchor, einen Jodelchor, eine Blasmusik und einen Dorfverein „Pro Oberrindal“. Der Schützenverein ist nach Oberuzwil gezogen. Der einzige Verein, der das Dorf noch im Namen trägt ist der Samariterverein Oberrindal, dessen Mitglieder jedoch vorwiegend von umliegenden Dörfer kommen.
Im öffentlichen Verkehr wird Rindal von der Postautolinie 767 Ganterschwil–Flawil bedient, die jedoch nur in den Hauptverkehrszeiten verkehrt.